# David con la cabeza de Goliat (Andrea del Castagno)
El David con la cabeza de Goliat es un pintura al temple sobre piel sobre tabla (115,5 x 76,5 cm) de Andrea del Castagno, datada en 1450-1457 aproximadamente y conservada hoy en la Galería Nacional de Arte de Washington.

## Historia
La pintura, que representa el único ejemplar que ha sobrevivido de escudo renacentista pintado por un gran maestro, fue comprada en Italia por el inglés William Drury-Lowe en 1852 y, después de ser trasmitida a sus descendientes, fue vendida al estadounidense Peter A.B. Widener en 1913, cuyos herederos la regalaron al Museo Nacional de Washington en 1942.

## Descripción y estilo
La costumbre de pintar escudos de batalla está bien atestiguada, pero muy rara es la presencia de una escena narrativa, en lugar de los tradicionales emblemas y blasones familiares. Muy probablemente se trate de un escudo ceremonial, destinado más que a la batalla a desfiles oficiales y procesiones.
En la Florencia del siglo XV la figura del rey David había adquirido particulares significados simbólicos, como atestiguan también las célebres esculturas del David de Donatello y el de Verrocchio, al cual hará apoteosis el David de Miguel Ángel a inicios del siglo XVI. La figura del joven David simbolizaba de hecho a la República florentina, amenazada de vez en cuando en su independencia y poder por temibles Goliat, que sin embargo sucumbían a su defensa (el papado, el duque de Milán, el rey de Nápoles o el dux de Venecia...).
En el escudo de Andrea del Castagno el héroe es retratado en el acto de prepararse para lanzar su piedra contra su adversario, si bien su cabeza cortada con la piedra incrustada en la frente ya está a sus pies, como prefiguración de la victoria. El joven es mostrado como un atleta, con una pose que recuerda ejemplos de la estatuaria antigua. Como es usual en su producción es notable la reproducción anatómica del sujeto y la incisividad con la que luces y sombras inciden en el cuerpo, con una notable atención al detalle (como las articulaciones de los músculos o las venas). El juego de líneas de fuerza, las extremidades y el fondo que se abre en una "V" detrás del héroe, resalta el dinamismo de la escena y el sentido de movimiento, como sugieren también las ropas del protagonista agitadas por el viento.
Profusa atención presenta también la descripción del suelo, punteado de plantas y rocas y bordeado por un riachuelo sinuoso, mientras las rocas afiladas a los lados recuerdan ejemplos más arcaicos, como los presentes en Giotto. El cielo claro está salpicado de nubes deshilachadas como en otras obras de Andrea del Castagno.